# Stadtkirche St. Nikolai (Bad Düben)

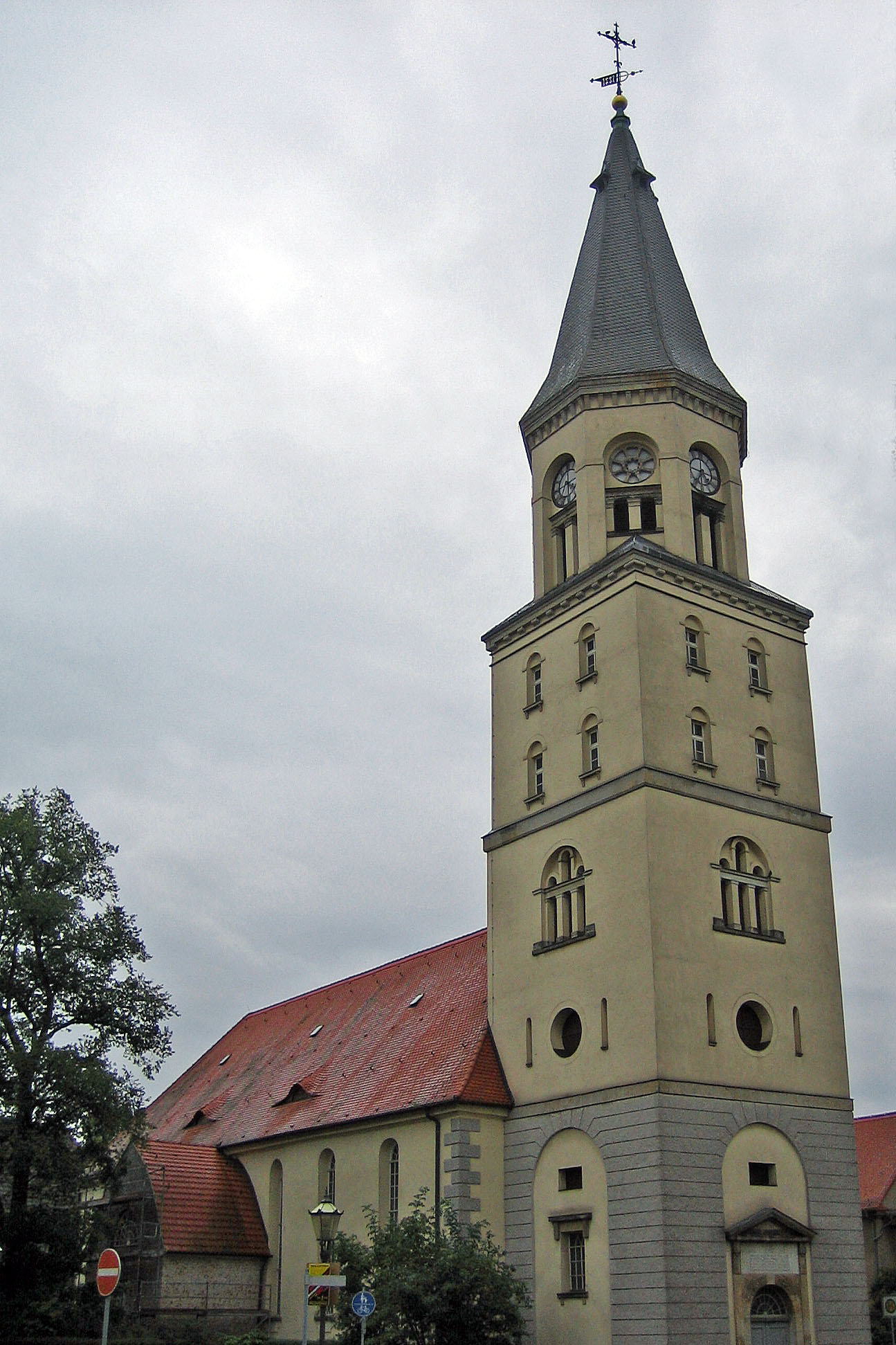
Evangelische Stadtkirche St. Nikolai in Bad Düben (2005)

Die evangelische Stadtkirche St. Nikolai ist mit ihrem 63 Meter hohen Kirchturm das höchste Gebäude der Kurstadt Bad Düben.

## Geschichte

### Errichtung (12. Jh.)
Gegen Ende des 12. Jahrhunderts wurde die Stadtkirche als Sitz eines Erzpriesters des Bistums Meißen errichtet. Sie wurde mehrfach umgebaut, blieb im Kern jedoch bis heute romanisch. Im Jahr 1661 brannte die Kirche aus, Turm und Glocken blieben jedoch erhalten. In den Jahren 1742 und 1743 fanden umfassende Reparaturen an der Südseite des Kirchturms statt.

### Einsturz und Neuerrichtung (1809 bis 1814)
Anfang 1809 wurde auf der Abendseite des Kirchturms ein Riss entdeckt. Am 9. Mai 1809 wurde der Turm besichtigt und ein Gutachten angefertigt. Man kam zum Ergebnis, der Riss sei nicht besonders schlimm, man solle ihn mit Kalk zuschmieren, damit er nicht weiter verwittere. Vier Wochen später, am Montag, den 12. Juni 1809 stürzte der Kirchturm zusammen. Er begrub drei Menschen unter sich, ein Verletzter starb noch elf Tage später. Kriegerische Zeiten und Streitigkeiten zwischen der Kirchgemeinde, Pfarrer und Fiskus verzögerten die Neuerrichtung bis zur Niederlegung des Streites im Jahre 1814. Von 1810 bis 1814 wurde der Turm neu errichtet und am 19. Dezember 1814 fertiggestellt.
Um 1816/17 fand ein Umbau des Kirchenschiffs statt, der Saal wurde von Carlo Ignazio Pozzi aus Dessau ausgestaltet. Seither bilden Altar, Kanzel und Orgel in reformatorischer Tradition und im Sinne der Aufklärung des Klassizismus das Zentrum, um welches sich die Gemeinde versammelt. Erst 1819 konnte die Kirche wieder ihrer Bestimmung dienen, erst nachdem der preußische König Friedrich Wilhelm III. das für die Turmreparatur benötigte Eichenholz im Wert von 900 Talern unentgeltlich zur Verfügung gestellt hatte.

### Weitere Erneuerungen
1887 wurde das oktogonale Obergeschoss des Turmes erhöht und umgestaltet. Bis 1904 befand sich im Obergeschoss eine Türmerwohnung. In den Jahren 1906/07 fanden größere Reparaturen statt. Die letzte Renovierung und Restaurierung des gesamten Gebäudes fand von 1990 bis 2007 statt.

#### Nicht nachgewiesene Umbauten
Folgende Baumaßnahmen sollen an der Kirche stattgefunden haben, können aus heutiger Sicht aber nicht mehr nachgeprüft werden da diese An- und Umbauten heute auch nicht mehr erhalten sind.
- 1450 Neubau der Kirche nach der Plünderung und Anzündung der Stadt Düben durch die Böhmen (aufgrund der Wahrscheinlichkeit, lässt sich das heute nicht mehr prüfen)
- 1561 Neubau einer Orgel
- 1562 Bau einer Schüler-Empore und einer Leichenhalle
- 1580 und 1589 Ausbesserung der Orgel
- 1611 und 1612 Bau einer Kanzel
- 1620 Anschaffung einer neuen Glocke für 100 Gulden
- 1685 Errichtung einer Empore für den Rat der Stadt

## Ausstattung
Die Kirche besitzt fünf Glocken, zwei davon in Hartguss. Die älteste Glocke stammt aus dem 14. Jahrhundert. Die Kanzel und der Altar stammt aus den Jahren 1816/17 und der im Kirchensaal stehende Taufstein aus dem Jahr 1907. Im Turmuntergeschoss befinden sich zwei alte, beschädigte Taufsteine, der ältere in Renaissanceform, vermutlich aus dem Jahr um 1600. Neben der Kanzel stehen im oberen Bereich zwei Figuren von einem barocken Hochaltar stammend (Ende 17. Jahrhundert, Anfang 18. Jahrhundert), Mose und Christus, der Salvator. Das Altarbild zeigt eine Frau am Jakobsbrunnen und stammt aus der zweiten Hälfte des 19. Jahrhunderts.

### Orgel
Im Jahr 1907 wurde die sechste Orgel in der Geschichte der Stadtkirche durch die Orgelbauanstalt Wilhelm Rühlmann (Zörbig) in Vorgängergehäuse der Orgel von 1819 (Johann Carl Friedrich Lochmann, Delitzsch) eingebaut. Nach 1920 fand eine Umdisponierung durch die einsetzende Orgelbewegung statt. Aufgrund eines Wasserschadens bei Bauarbeiten in den 1990er Jahren war die Orgel in einem unspielbaren Zustand geraten. Im Jahr 2008 wurde die komplette Restaurierung abgeschlossen und die Orgel durch die Orgelbaufirma Christian Scheffler Sieversdorf in den Originalzustand von 1907 gesetzt. Sie hat 30 Register auf drei Manualen und Pedal und pneumatische Trakturen.

### Glocken
Im Glockenturm befinden sich drei Bronzeglocken und zwei Hartgussglocken.
Die 1. Bronzeglocke wurde vermutlich in der Zeit zwischen 1300 und 1325 gegossen und besitzt einen Durchmesser 890 mm. Die Innenschrift besteht aus gotischen Majuskeln, teilweise seitenverkehrt aufgesetzt. Auf der Flanke befinden sich umlaufend fünf Medaillons.
Die 2. Bronzeglocke wurde 1594 von Hans Becker in Leipzig gegossen und hat einen Durchmesser von 840 mm. Sie hat eine verkürzte Rippe, ohne eingegossenes Hängeeisen und diente damals wie heute dem Uhrschlag (Stundenschlag).
Die 3. Bronzeglocke stammt vermutlich aus der ersten Hälfte des 14. Jahrhunderts und hat einen Durchmesser von 690 mm und dient als Viertelstundenschlag. Sie besitzt ein florales Schmuckband zwischen zwei Stegen auf der Schulter, aber keine Innenschrift. Das Hängeeisen wurde schon frühzeitig entfernt.
Die zwei Eisenhartgussglocken aus dem Jahr 1950 sind die größte und die kleinste des Geläuts.
Im Jahr 2017 wurde das Geläut saniert. Dabei wurden die Antriebe und die elektrische Steuerung erneuert. An den Glocken selbst fanden keine wesentlichen Arbeiten statt.

## Fotogalerie

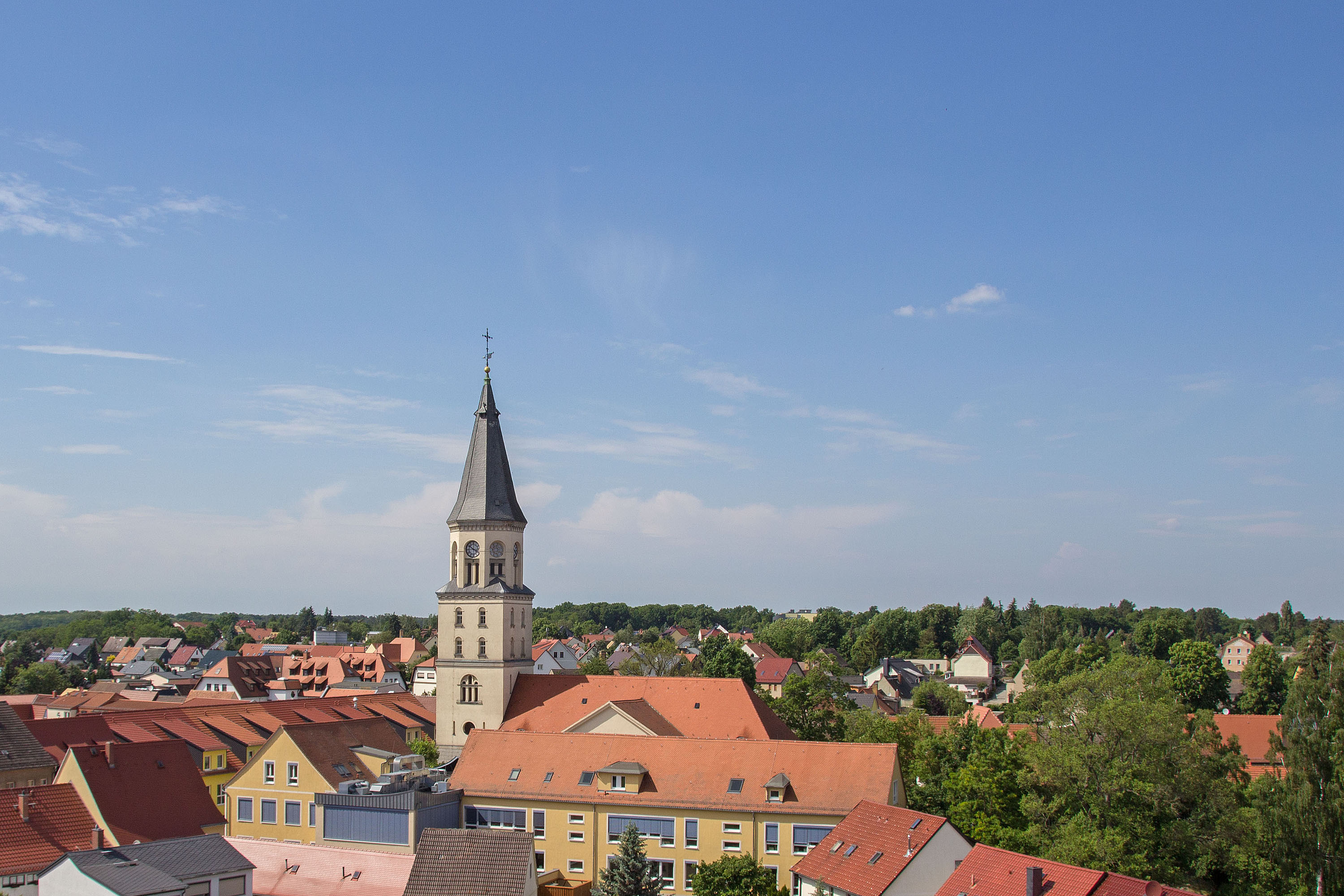
Stadtkirche aus Richtung Marktplatz gesehen (2017)
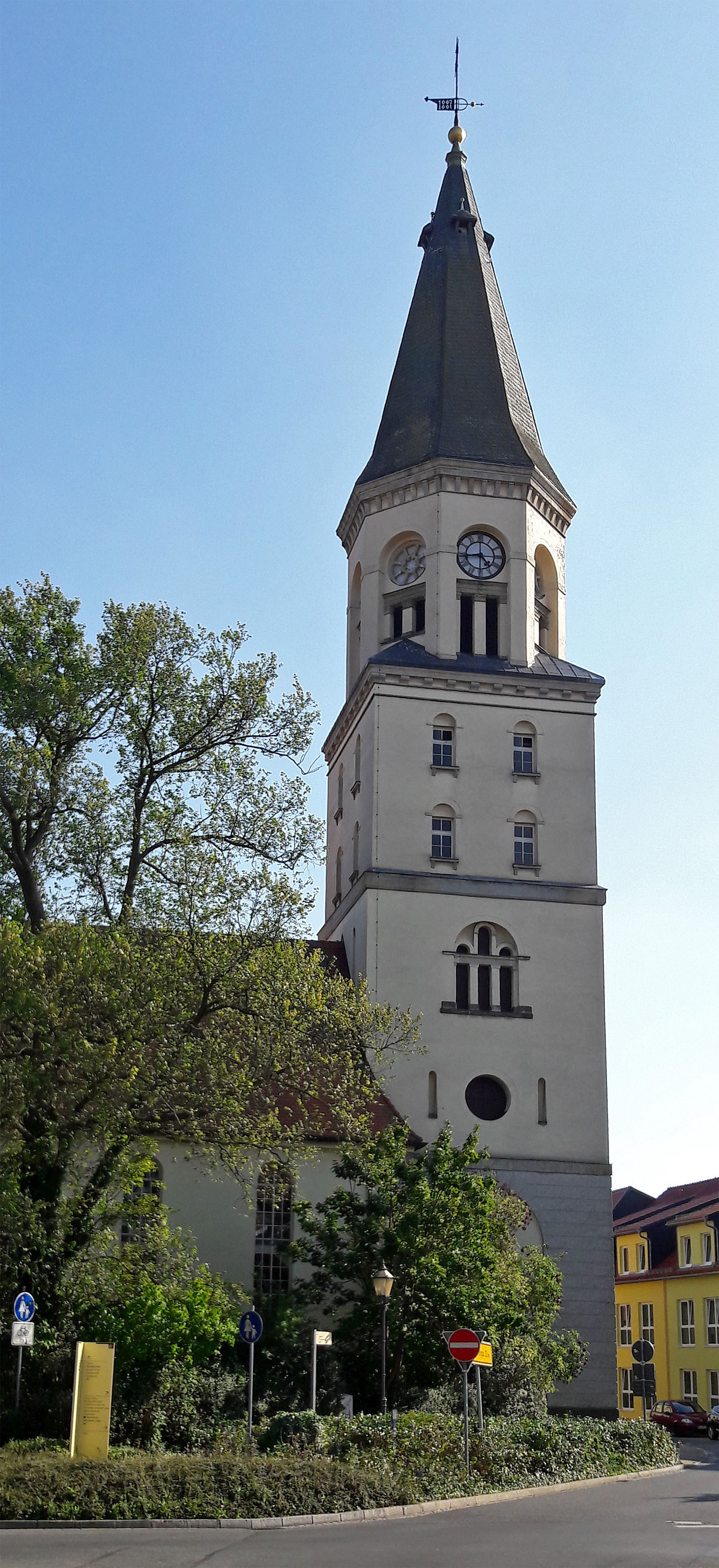
Kirchturm, Blick von Norden aus der Mühlstraße (2017)
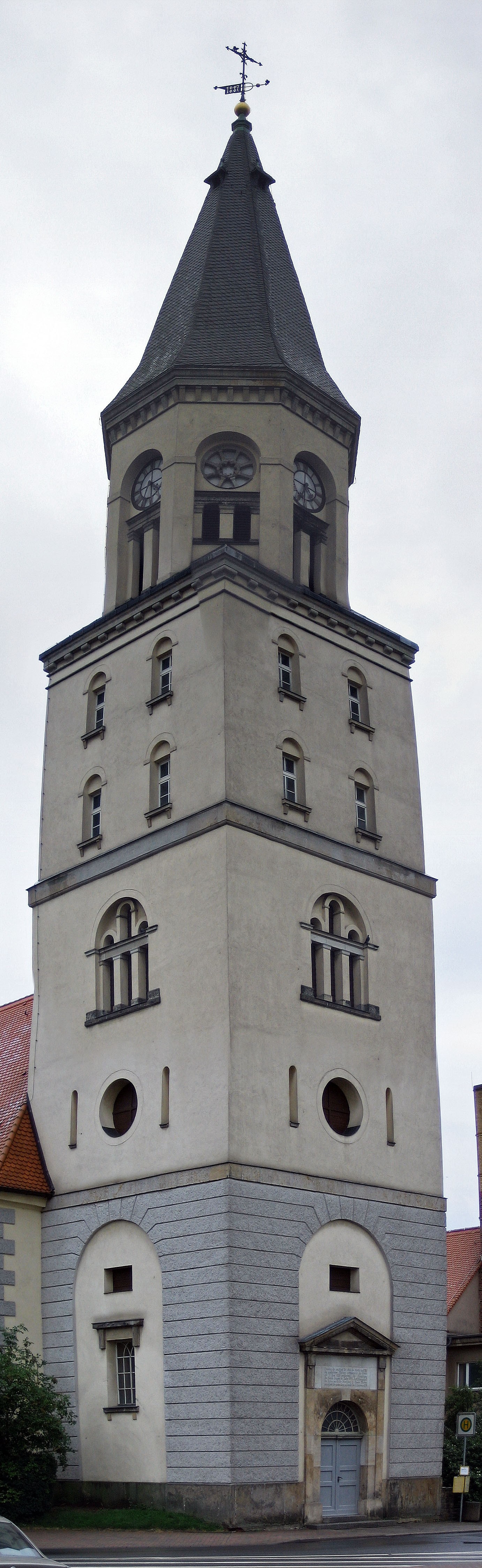
Kirchturm mit Eingangstür (2005)
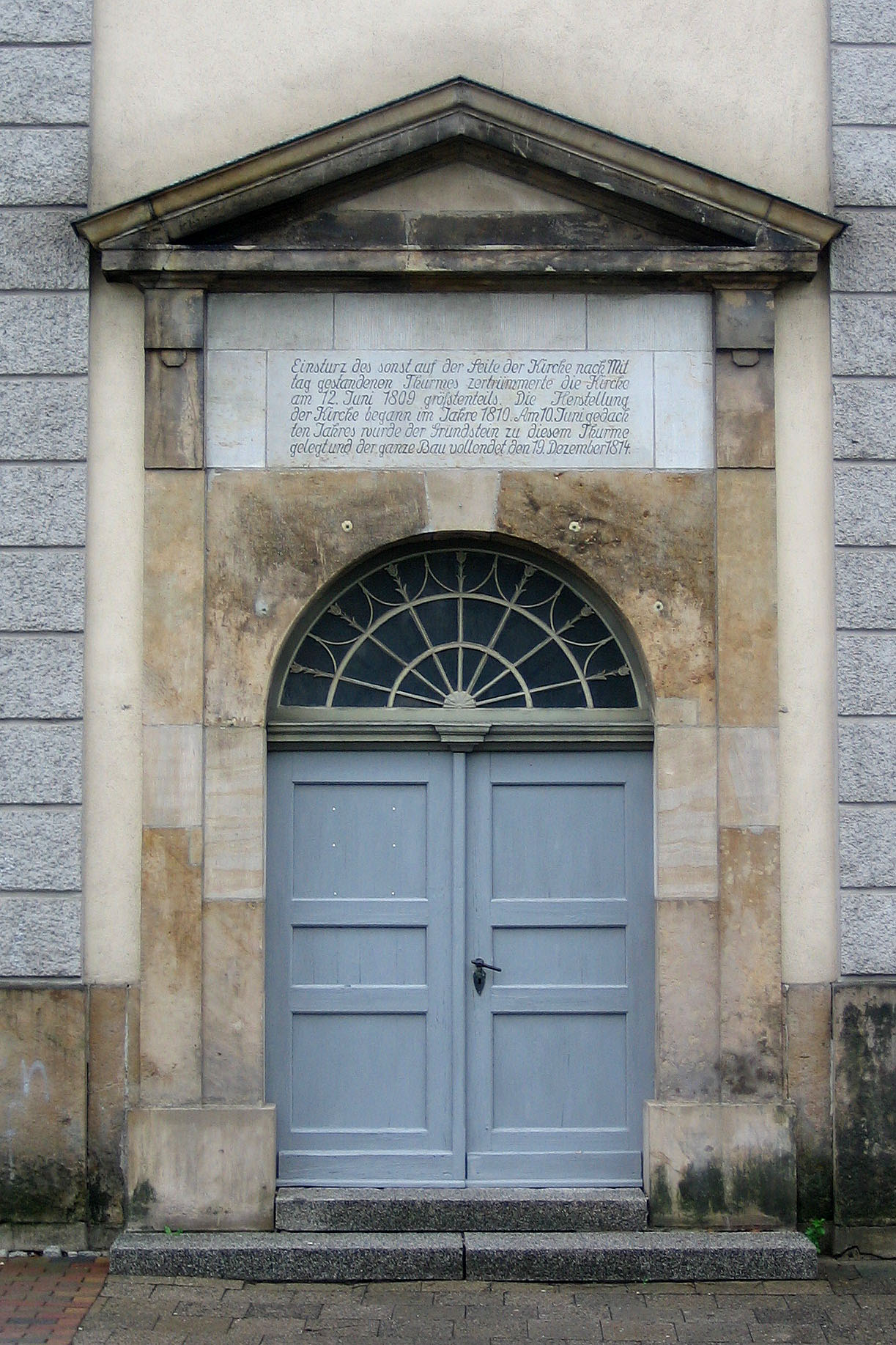
Eingangstür (2005)
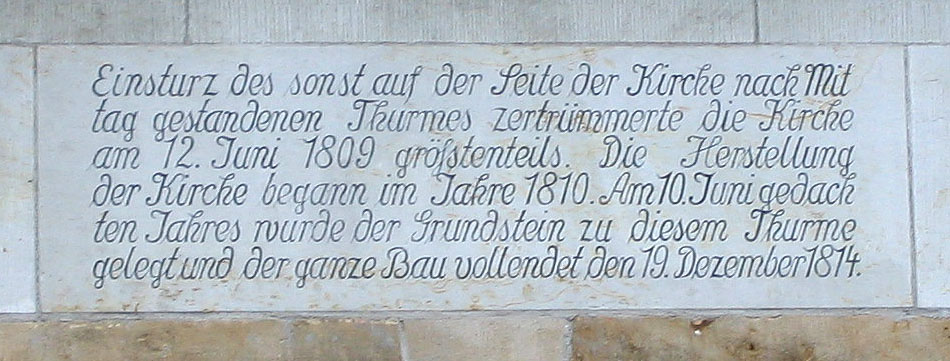
Schriftzug über der Eingangstür (2005)
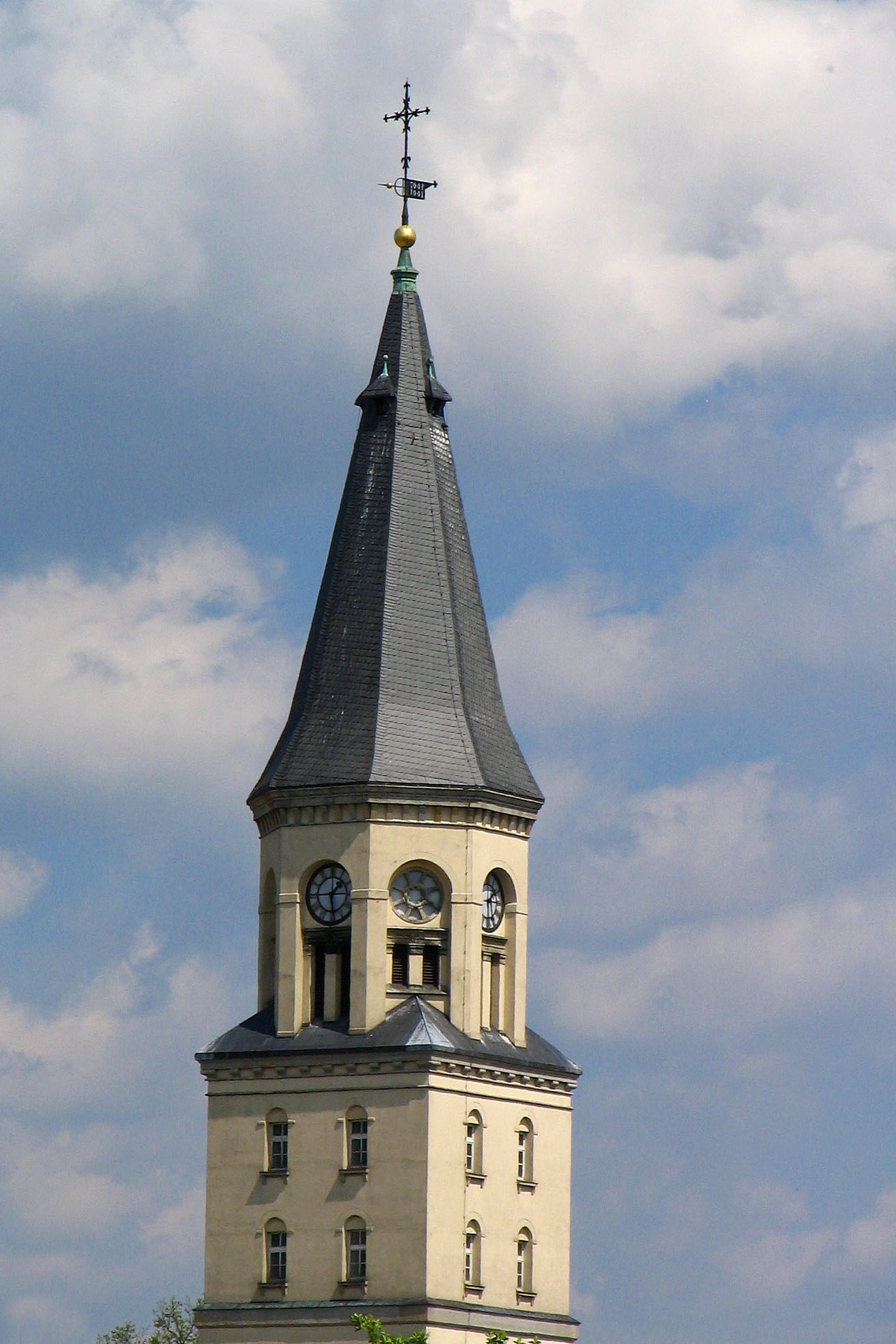
Kirchturm (2005)
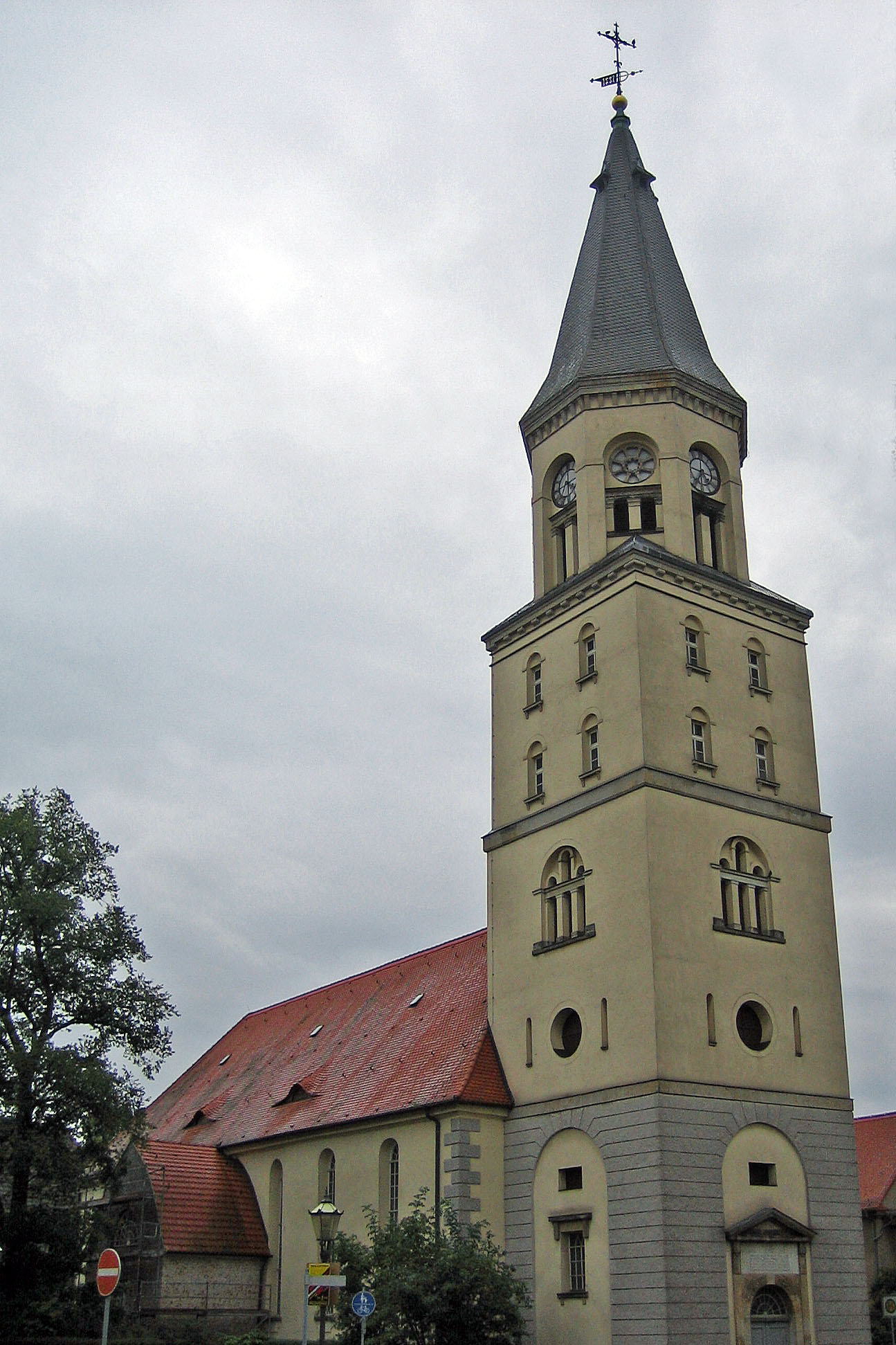
Stadtkirche mit Kirchenschiff (2005)